# Chimarra wiharawela
Chimarra wiharawela är en nattsländeart som beskrevs av Schmid 1958. Chimarra wiharawela ingår i släktet Chimarra och familjen stengömmenattsländor. Inga underarter finns listade i Catalogue of Life.